# Кіріцень
Кіріцень, Кіріцені (рум. Chirițeni) — село у повіті Нямц в Румунії. Входить до складу комуни Хангу.
Село розташоване на відстані 290 км на північ від Бухареста, 29 км на північний захід від П'ятра-Нямца, 119 км на захід від Ясс.

## Населення
За даними перепису населення 2002 року у селі проживали 536 осіб, усі — румуни. Усі жителі села рідною мовою назвали румунську.